# Vol FedEx Express 1478
Le vol FedEx Express 1478 était un vol cargo intérieur régulier reliant Memphis, dans le Tennessee, à Tallahassee, en Floride. Le 26 juillet 2002, le Boeing 727-200 effectuant ce vol s'est écrasé lors de l'atterrissage à l'aéroport international de Tallahassee. Les trois membres de l'équipage, les seuls occupants de l'avion, ont survécu à l'accident malgré des blessures graves, mais l'avion a été en grande partie détruit par le choc initial et l'incendie qui a suivi.

## Contexte

### Avion

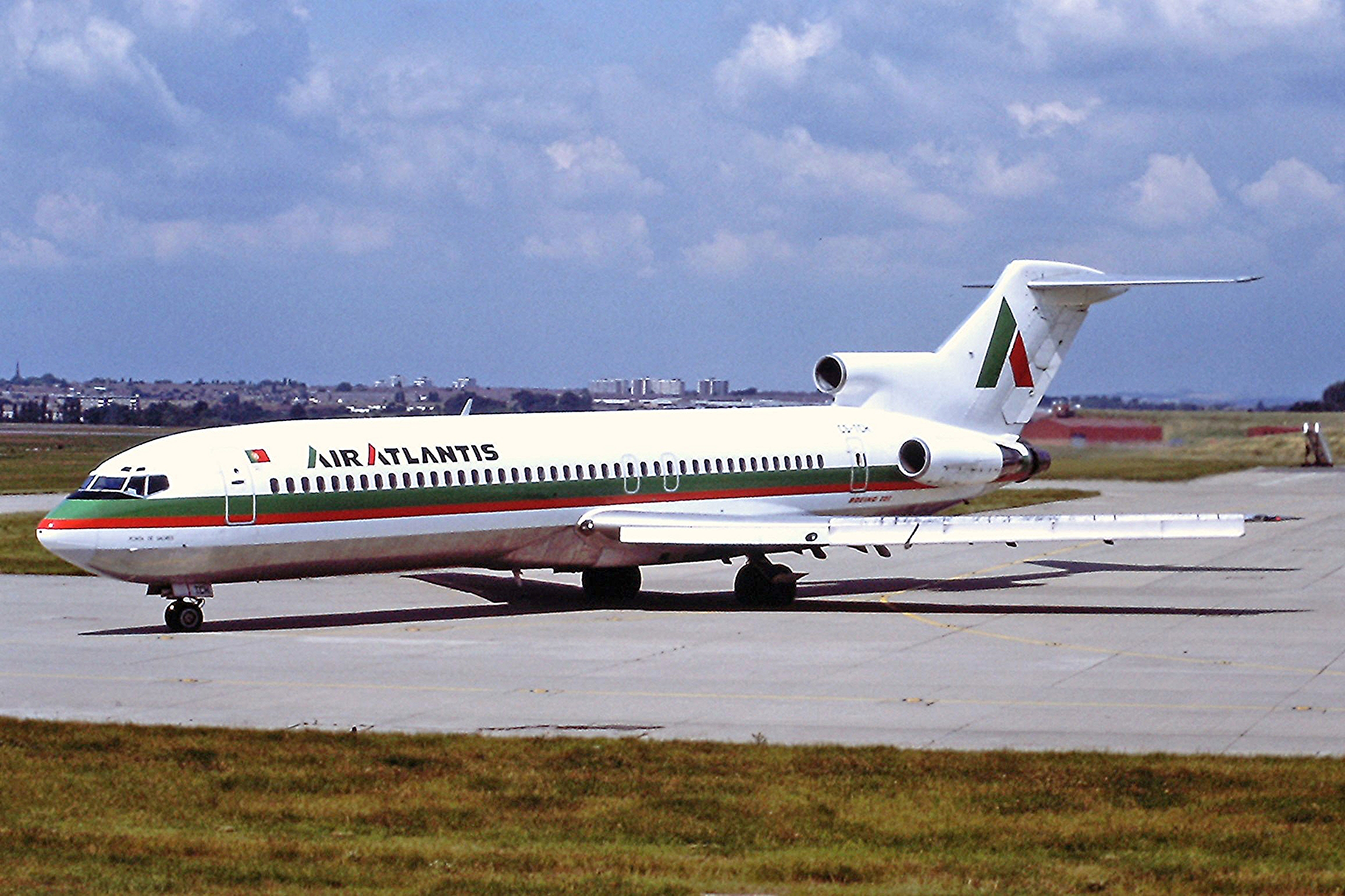
Le 727 impliqué dans l'accident, alors qu'il opérait pour Air Atlantis, ici en août 1987.

L'appareil en question était un Boeing 727-232F immatriculé N497FE (numéro de série 20866/1067), qui a effectué son premier vol le 3 septembre 1974 et totalisant 37 980 heures de vol et 23 195 cycles (décollage/atterrissage) au moment de l'accident. 
Ce triréacteur, équipé de trois moteurs Pratt & Whitney JT8D-15, a d'abord été livré à Delta Air Lines le 13 septembre 1986 et il a été transféré à FedEx le 2 décembre de la même année. Il a ensuite été transféré à TAP Air Portugal, qui l'a alors loué à Air Atlantis ; puis, en décembre 1987, il a été sous-loué à Gulf Air Transport (en). L'avion a ensuite été restitué à FedEx et, le 13 décembre 1989, il a été converti pour le transport de fret.

### Équipage
Le commandant de bord était William Walsh (55 ans), qui travaillait pour FedEx depuis 1989 et avait au total 13 000 à 14 000 heures de vol, dont 2 754 heures sur le Boeing 727. Son dernier certificat médical délivré par la Federal Aviation Administration (FAA) l'obligeait à porter des verres correcteurs en vol.
Le copilote était William Frye (44 ans), qui travaillait pour FedEx depuis 1997, après avoir servi comme pilote dans l'US Navy pendant 16 ans. Il avait 8 500 heures de vol à son actif, dont 1 983 heures sur 727. Selon son certificat médical le plus récent, Frye souffrait de daltonisme, mais il a réussi les tests de vision des couleurs de la Navy à 13 reprises.
Le mécanicien navigant était David Mendez (33 ans), qui travaillait chez FedEx depuis moins d'un an et totalisait 2 600 heures de vol, dont 346 heures sur 727.

## Accident

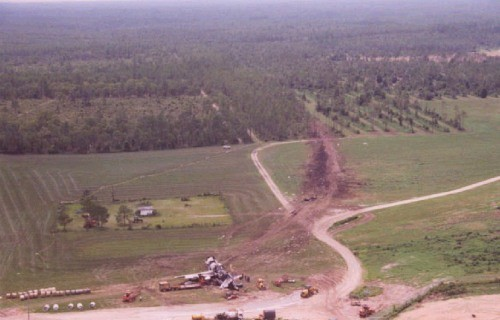
Prise de vue aérienne du site de l'accident.

Le vol 1478 a décollé de l'aéroport international de Memphis à 4 h 12 HAE, avec le copilote Frye comme pilote en fonction (PF). Il devait initialement atterrir sur la piste 27 de l'aéroport international de Tallahassee, en raison de fortes rafales de vent. Cependant, après avoir reçu une mise à jour des données météos à 5 h 24, l'équipage a opté pour une approche à vue directe vers la piste 09. Étant donné que la tour de contrôle de la circulation aérienne (ATC) de l'aéroport de Tallahassee n'a ouvert qu'à 6 h 00, le vol 1478 a été surveillé par les contrôleurs aériens de Jacksonville.
À 5 h 30, le copilote Frye a déclaré : « OK, je pense que j'ai la piste maintenant ». L'équipage a ensuite discuté de la piste et de la position de l'avion. À 5 h 36, le vol 1478 descendait à une altitude de 1 000 pieds (300 m) et se dirigeait vers la piste 09. À ce moment, les voyants de l'indicateur de pente d'approche (PAPI) affichaient une lumière rouge et trois lumières blanches ; l'avion était donc légèrement plus bas que prévu au moment de l'approche finale, mais l'équipage ne l'a pas remarqué. 
Trente secondes avant l'accident, l'avion était à 500 pieds (150 m), les quatre voyants du PAPI étaient rouges, indiquant que l'avion était bien en dessous de la pente de descente. Au même moment, l'avertisseur de proximité du sol (GPWS) a émis une alerte indiquant « 500 pieds » au-dessus du niveau du sol. Le commandant Walsh a alors répondu « stable », tandis que le copilote Frye a déclaré « Je vais devoir rester juste un peu plus haut... Je vais perdre l'extrémité de la piste. » 

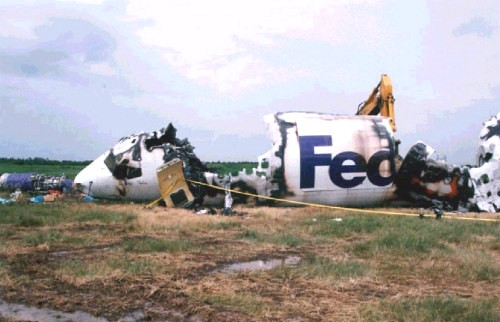
L'épave du vol 1478.

À 5 h 37, avec le train d'atterrissage sorti et les volets déployés à 30°, le vol 1478 a percuté la cime de plusieurs arbres, à environ 15 m au dessus du sol et situés à 1 110 m de la piste 09. Le 727 est resté en vol sur 300 m, puis s'est écrasé au sol, en glissant sur 340 m, heurtant un véhicule de chantier et effectuant une rotation de 260° avant de s'immobiliser. Par la suite, l'aéroport de Tallahassee a été fermé au trafic aérien jusqu'à 10 h 35.

## Enquête
Le Conseil national de la sécurité des transports (NTSB) a mené une enquête sur cet accident et a déterminé que la cause principale du crash était l'incapacité de l'équipage à maintenir une trajectoire de vol appropriée, lors d'une approche à vue effectuée de nuit. L'équipage était également fatigué et n'a pas respecté les procédures opérationnelles standard (SOP).
L'équipage a témoigné que l'approche s'était déroulée normalement jusqu'au dernier moment et qu'aucun membre de l'équipage n'a verbalisé que les quatre voyants du PAPI étaient rouges. L'approche n'a pas été stabilisée à 500 pieds (150 m) au-dessus du sol et l'équipage n'a pas réussi à effectuer une remise de gaz à temps. 
Le copilote Frye a également subi un examen de la vision après l'accident, qui a révélé qu'il lui était difficile de distinguer le rouge, le vert et le blanc. Le NTSB a conclu que, sur la base de ces résultats, cela rendait difficile pour lui de distinguer la couleur exacte des voyants du PAPI.